# Epitriche demissus
Epitriche demissus là một loài thực vật có hoa trong họ Cúc. Loài này được (A.Gray) P.S.Short mô tả khoa học đầu tiên năm 1983.